# О’Хара, Фрэнк
Фрэнк О’Хара (англ. Frank O'Hara, полное имя Фрэнсис Рассел О’Хара; 27 марта 1926, Балтимор — 25 июля 1966, Нью-Йорк) — американский писатель, поэт и арт-критик. Вместе с Джоном Эшбери — один из ключевых авторов нью-йоркской поэтической школы.

## Биография
Сын ирландских католиков. Учился в лицее Сент-Джон в Шрусбери, затем в Консерватории Новой Англии. В 1944—1946 гг. служил добровольцем в ВМФ США. Поселился в штате Массачусетс. Поступил в Консерваторию Новой Англии в Бостоне. Демобилизовавшись, поступил в Гарвардский университет, где изучал литературу и познакомился с Джоном Эшбери (два поэта были очень близки, сам О’Хара в одном из стихотворений уподобил своего товарища Ду Фу, а себя — Бо Цзюйи). Продолжил обучение в Мичиганском университете в Анн-Арборе, по окончании которого получил степень магистра литературы.
В 1951 году поселился в Нью-Йорке, где прожил до конца жизни. Некоторое время преподавал в Новой школе. С 1960 — куратор Музея современного искусства в Нью-Йорке. В качестве художественного критика Фрэнк О’Хара регулярно помещал свои статьи в журналах The Art News и Kulchur.
Погиб в возрасте сорока лет в результате несчастного случая, пострадав от наезда пляжного транспортного средства типа багги.

## Творчество
О’Хара печатал свои стихи в авангардных журналах и скромных издательствах очень малыми тиражами, поэтому был практически неизвестным поэтом вне узкого круга писателей и артистов. Широкой популярности он достиг только незадолго до своей смерти. Не придавая своей поэзии большого значения, поспешно записывал на кусках бумаги, случайных листках, салфетках и пр. Своё творчество расценивал как очень легкомысленное, и его произведения сохранились во многом благодаря дальновидности его друзей.
Основной массив поэзии О’Хары носит автобиографический характер, это беглые наблюдения за повседневной жизнью в мегаполисе, изобилующие деталями, географическими названиями, именами знакомых, любовников и собратьев по искусству, интимными подробностями. Марджори Перлофф, посвятившая творчеству О’Хары монографию, отмечает влияние на его поэтику Уильяма Карлоса Уильямса.

## Переводы
- Фрэнк О’Хара. На день рождения Рахманинова. / Пер. А.Щетникова. — Новосибирск, АНТ, 2016.
- Избранные переводы из Нью-Йоркских поэтов: Фрэнк О'Хара. / Пер. Анастасия Бабичева. — Чёрные дыры букв № 7, 2017.